# Новосад Микола Володимирович
 Мико́ла Володи́мирович Новоса́д — старший солдат Збройних сил України, учасник російсько-української війни, що загинув у ході російського вторгнення в Україну в 2022 році.

## Нагороди
- орден Богдана Хмельницького III ступеня  (2022, посмертно) — за особисту мужність і самовіддані дії, виявлені у захисті державного суверенітету та територіальної цілісності України, вірність військовій присязі.